# Helianthemum edetanum
Helianthemum edetanum är en solvändeväxtart som beskrevs av Mateo, Fabado och C.Torres. Helianthemum edetanum ingår i släktet solvändor, och familjen solvändeväxter. Inga underarter finns listade i Catalogue of Life.